# Frans ter Gast

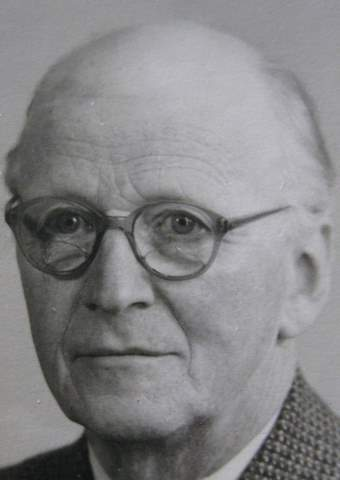
Frans ter Gast

Frans ter Gast  (Amsterdam, 28 november 1880 – Geldrop, 8 september 1970) was een van de bekendste Nederlandse schimmenspelers. Daarnaast was hij decoratieschilder, grafisch ontwerper, illustrator, decorontwerper en textielkunstenaar. 

## Leven en werk
Frans ter Gast volgde zijn opleiding aan respectievelijk de Rijksnormaalschool voor Kunstnijverheid te Amsterdam (1 jaar), School voor Kunstnijverheid te Haarlem (2 jaar), Luton School of Art te Londen (2 jaar) en Académie Colarossi te Parijs (1 jaar). Na zijn opleiding vestigde hij zich te Den Haag, waar hij op 12 januari 1911 in het huwelijk trad met beeldend kunstenares Bertha Susanna (Suze) Rosse (1884-1968). Zij vestigden zich in 1913 in de door Ir. Hermann Rosse ontworpen woning aan het Haagse Smidswater 25. In dit pand was tevens gevestigd de firma Van Rij & Ter Gast. Grote bekendheid kreeg dit bedrijf met de decoratie, naar ontwerp van Hermann Rosse, van het Vredespaleis. Later verhuisde het kunstenaarsechtpaar naar de Nieuwe Uitleg 20.
Zijn echtgenote Suze was één jaar leerlinge van de Kunstnijverheidsschool te Haarlem en vervolgde haar studie aan de Royal College of Art te South Kensington (Londen), de Académie Colarossi te Parijs en de Academie van Beeldende Kunsten te Den Haag. Ze was actief lid van het Nederlands Kunstenaars Collectief O.D.I.S., De Onafhankelijken en was werkend lid van Pulchri Studio te Den Haag 
Frans ter Gast beschikte over de kwalificaties kunstnijveraar, snijder van silhouetten, wandschilder, decoratieschilder, grafisch ontwerper, illustrator, textielkunstenaar (stofdruk), ontwerper van affiches (zeer bekend zijn de affiches van de vierde  Nederlandsche Jaarbeurs te Utrecht uit 1920 en De eerste Nederlandsche Toneelmaand uit 1923), glas-in-lood en van decors. Maar ook waren zijn eterniet-paneeltjes populair. Samen met zijn echtgenote was hij actief lid van de Haagsche Kunstkring. Bekend werd hij ook door zijn vinding om eternietpanelen te etsen met decoratieve afbeeldingen. Het kreeg de naam: 'procédé ter Gast'. In 1933 ontwierp hij de glas-in-lood ramen van de in dat jaar opgeleverde Dalton H.B.S. aan de Aronskelkweg in de Haagse wijk Bohemen. Eveneens in 1933 is van schimmenspel De Moord van Raamsdonk een silhouettenfilm gemaakt in de Haagse IWA studio in samenwerking met Otto van Neyenhoff. In 1938 was hij landelijk nieuws met het schimmenspel Veertig jaar Koningin naar aanleiding van het regeringsjubileum van Koningin Wilhelmina. In 1939 was zijn werk te zien in het Nederlandse paviljoen op de Wereldtentoonstelling te New York. In 1948 maakte hij het schimmenspel Vijftig Jaren Landsvrouwe en een Schimmenspel en verscheen bij uitgeverij A.W. Sijthof het boekje Appeltjes van Oranje met silhouetten van Frans ter Gast en versjes van Han G. Hoekstra over het leven en werk van Koningin Wilhelmina.  
Ter Gast maakte vanaf 1918 schimmen, maar het duurde tot 1926 voordat hij zijn eerste volledige schimmenspel had gemaakt en getiteld De gestrafte hebzucht of De duizend en tweede nacht. Hij deed het schimmenspel erbij, naast zijn werk als decorateur. Zijn specialiteit was het maken van veel bewegingen in zijn spel. Vloeiende, natuurlijke bewegingen zijn in het schimmenspel vrijwel niet te maken, maar Ter Gast lukte het als een van maar heel weinigen om zijn bewegingen wel redelijk natuurlijk te laten verlopen. In zijn decors maakte hij zijn poppen soms vast, zodat hij alleen maar het decor hoefde te verwisselen om de volgende scène te kunnen spelen. Zo hoefde hij relatief weinig stokpoppen te bespelen. Ter ere van het 40-jarig regeringsjubileum van Koningin Wilhelmina maakt hij in 1938 het schimmenspel Veertig jaar koningin.
Zijn schimmenspel Janus en Joris in Liliput is nog compleet bewaard gebleven. Dit schimmenspel, met de bijbehorende teksten en muziek, bestaat uit 91 scènes met uit zwart papier gesneden beweegbare figuren. Op verschillende plaatsen in deze figuren is gekleurd, doorzichtig papier aangebracht, zodat het schimmenspel werd verlevendigd. Datzelfde geldt voor zijn 51 scènes tellende schimmenspel De zwerftocht van Odysseus uit 1939 dat in 2023/2024 is gerestaureerd en opgevoerd. De muzikale omlijsting werd gecomponeerd door Will G. Gilbert, pseudoniem voor Willem Henri Adriaan van Steensel van der Aa. Hiervan is een film gemaakt door de initiërende Nederlandse Vereniging voor Papierknipkunst.

## Illustraties
Naast zijn schimmenspel verzorgde Ter Gast ook illustraties in diverse boeken, waaronder van De slimheidskampioen van Charivarius (1942), Sage en feit uit oorlogstyd met rijmteksten van Jan Ubink (1946), het liedjesboek Appeltjes van Oranje van Han Hoekstra (1948) en Portretten in silhouetten van Johan Schwencke (1966).

## Film
Samen met Otto van Neyenhoff maakte hij in 1936 de eerste Nederlandse animatiefilm, De moord van Raamsdonck. Deze korte film van 10 minuten gaat over de moord van Raamsdonk, zoals die werd beschreven in dit zogenaamde "moordlied". Het is een animatiefilm met zwart-wit silhouetten. Een kermiszanger verhaalt van een gruwelijke moordgeschiedenis die zich zou hebben afgespeeld in het Brabantse dorp Raamsdonk. Hij illustreert zijn verhaal met gedetailleerde platen.

## Straatnaam
In de Westwijk van de gemeente Amstelveen is in het midden oostelijk deel tussen de Noorddammerweg en de Hammarskjöldsingel de Frans ter Gastlaan te vinden.

## Overzicht van schimmenspelen
- De gestrafte hebzucht of de duizend en tweede nacht (1926)
- Het rijden door alle tijden (1927)
- De opening der Kamers door H.M. de Koningin / Prinsjesdag (1927)
- De lente (1928)
- De natte avonturen van Teun Kordaat en Jan Teer (1929)
- In ‘t rijk van den Waterkoning (1930)
- Arti’s 9e lustrum (1930)
- Beatrijs (1931)
- Alom bekenden (1931), waarin opgenomen An der schöne blauen Donau, Wolga-bootliedien, Madame Butterfly, Marseillaise en de schutters
- Faustiana (1932)
- Moord van Raamsdonk (1932) verfilmd in 1936
- Van Hollands Glorie en Historie (1933)
- Blauwbaard (1933)
- De ontwikkeling van de Nederlandsche Industrie (1934)
- Alom liefde en muziek (1934)
- Het verleden en heden van de firma Bothe 1936)
- Beeldtelegrafie van de PTT (film) (1937)
- Veertig jaren Koningin (1938)
- Oost, West, Thuis Best (1938)
- Columbus ontdekt Amerika (1938)
- De zwerftochten van Odysseus (1939)
- De slimheidskampioen (1939)
- Wenscht verstandig  (1941)
- De Hofmaarschalk heeft pech (1941)
- Koning Raskoeliwan (1942)
- Monsieur Malbrouck (1946)
- Sage en Feit in Oorlogstijd (1946)
- Appeltjes van Oranje (1946)
- Het scheepsverhaal van de Ark (1946)
- Vijftig jaren landsvrouwe (1948)
- Pepi's avonturen op de maan (1955)
- De geest van Canterville (1957)
- De kleine Moek (1958)
- Van de Jaarbeurs en van de maan (1958)
- Maja de Bij (1959)
- De wonderlijke avonturen van mijnheer Prikkebeen (1960)
- Oh!! dat verkeer (1961)
- Het Kerstekind (1962)
- De Baron von Münchausen (1963)
- Erik naar Eric of het klein insectenland (1964)
- O, o, toch die kat (1964)
- Columbus ontdekt op hoog bevel Amerika (1965)
- De droeve geschiedenis van die schone Anna (1965)
- Nieuwe spreekwoorden (1966)
- Janus en Joris in Liliput (onbekend wanneer verschenen)